# Phyllanthus aspersus
Phyllanthus aspersus är en emblikaväxtart som beskrevs av Jean F.Brunel och Jacobus Petrus Roux. Phyllanthus aspersus ingår i släktet Phyllanthus och familjen emblikaväxter.
Artens utbredningsområde är Kamerun. Inga underarter finns listade i Catalogue of Life.